# Roger De Kee
Roger De Kee is een vast personage in de boeken van Pieter Aspe. Hij is het hoofd van de Brugse Lokale Opsporingsdienst (LOD) en stelt zich graag autoritair op. In de televisiereeks wordt hij vertolkt door Michel Van Dousselaere en is hij een vast personage sinds de start van de reeks in 2004.

## Karakter
Roger De Kee is een halve politicus. Hij balanceert vaak voorzichtig op een koord tussen de publieke opinie en wat de politieke wereld van hem verwacht. Hij gedraagt zich zeer autoritair, maar wordt door Van In vaak op zijn plaats gezet. Eigenlijk deugt hij niet als politieman (in feite is hij kapper van opleiding), maar hij slaagt er over het algemeen in de schijn hoog te houden. In het 20ste verhaal, "Rebus", wordt hij echter na een faliekant aflopende persconferentie opzijgeschoven. Hij wordt eventjes vervangen door Pieter Van In, maar wanneer die zijn draai niet kan vinden neemt Wilfried Devlam het heft over. Of Devlam ook in de 21ste Aspe verschijnt is nog niet duidelijk.

## Uiterlijk
In de boeken van Aspe loopt De Kee gegarandeerd rond in een maatpak van Italiaanse makelij of in zijn gala-uniform. In "normaal" uniform, zoals hij er in de televisie-serie bijloopt, zien we hem in de boeken praktisch nooit. Ook laat Aspe merken dat De Kee een beetje op Mussolini lijkt, wat dus zou kunnen betekenen dat hij klein van stuk is, nogal struis en kaal. In de televisieserie is De Kee weliswaar struis en klein, maar heeft hij nog voldoende haar én zelfs een baard.